# 리오네그로붓꼬리쥐
리오네그로붓꼬리쥐 또는 진한붓꼬리나무쥐(Isothrix negrensis)는 가시쥐과에 속하는 남아메리카 설치류이다. 브라질 네그루강 중류 지역에서 발견된다.